# Boško Milenković

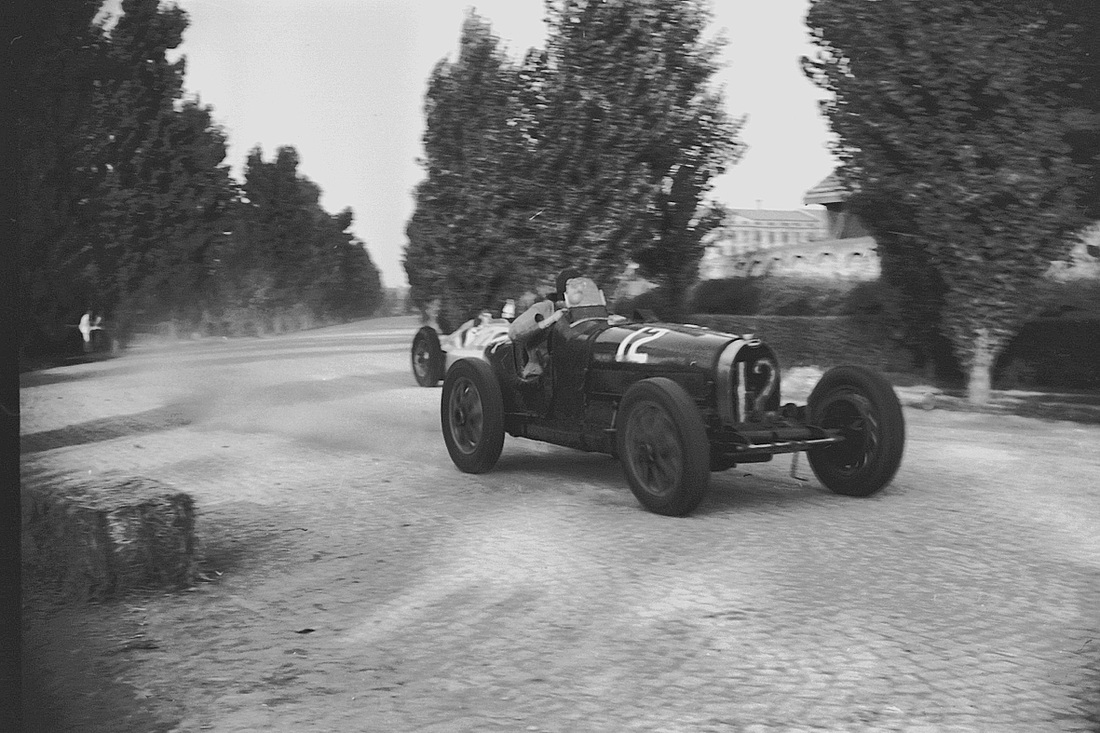
Boško Milenković im Bugatti T51 beim Großen Preis von Belgrad 1939

Boško Milenković (* 2. November 1909 in Wien; † 11. März 1955) war ein jugoslawischer Autorennfahrer.

## Karriere
Boško Milenković kam als Sohn eines vermögenden Händlers in Wien zur Welt. Während des Ersten Weltkriegs übersiedelte die Familie, seine Mutter war französischer Abstammung, nach Belgrad. Nach dem Tod seines Vaters 1921, erbte er ein erhebliches Vermögen. Damit wurde er finanziell unabhängig. Er sprach neben dem Serbokroatischen, fließend Deutsch, Englisch, Französisch und Italienisch. Über die Musik, er spielte Violine, kam er über Umwege zum Motorsport. Sein Freund, der Klavierspieler Voja Ivanišević, bestritt Motorradrennen, an denen sich auch Milenković mit einer 300-cm³-NSU bald beteiligte.
1927 wechselte er zum Automobilsport und erwarb neben einem Cord auch einem Wanderer und einen Mercedes-Benz 540 K. Er bestritt Bergrennen in Jugoslawien und Rumänien, auf einem Bugatti T51, der ab 1935 zu seinem Fuhrpark gehörte. Mit dem Bugatti fuhr er auch das letzte große Monoposto-Rennen der 1930er-Jahre. Der Große Preis von Belgrad fand am 3. September 1939 statt und damit zwei Tage nach Beginn des Zweiten Weltkriegs. Mit 19 Runden Rückstand auf Tazio Nuvolari beendete er das Rennen an der vierten Stelle. Er war der einzige Jugoslawe, der ein Grand-Prix-Rennen bestritt.
1955 schied er freiwillig aus dem Leben.